# Ken Nagayoshi
Pour les articles homonymes, voir Nagayoshi.
Ken Nagayoshi est un joueur de hockey sur gazon japonais évoluant au poste de milieu de terrain à Tenri University et avec l'équipe nationale japonaise.

## Biographie
Ken est né le 26 octobre 1999 à Tochigi.

## Carrière
Il a fait partie de équipe nationale en juillet 2021 pour concourir aux Jeux olympiques d'été de 2020 à Tokyo,.

## Palmarès
- : 2e au Champions Trophy d'Asie en 2021